# Bluebird of Happiness
Bluebird of Happiness è il quinto album in studio della cantante statunitense Tamar Braxton, pubblicato nel 2017.

## Tracce
1. My Forever – 3:31 (Tamar Braxton,  Tiyon "TC" Mack, Jevon Hill, Jovan Dawkins, Stanley Black)
2. Wanna Love You Boy – 2:52 (Braxton, Eric Bellinger, Robin Thicke, Pharrell Williams)
3. Run Run – 2:40 (Braxton, Makeba Riddick Woods, Troy Taylor, Winston Delano Riley)
4. Hol' Up (featuring Yo Gotti) – 3:09 (Braxton, Mack, Hi Jackson, Mario Mims,
 O'Kelly Isley, Ronald Isley, Rudolph Isley)
5. The Makings of You – 5:02 (Braxton, Rodney "Darkchild" Jerkins,  Jared Thorne, Anesha Birchett, Antea Birchett, Curtis Mayfield)
6. Heart in My Hands – 3:15 (Braxton, Jerkins, Priscilla Renea)
7. Blind – 5:01 (Braxton, Jerkins, Vincent Berry II, Carmen Reecey, Davy Nathan, Billy Foster, Ellington Jordan)
8. My Man – 4:12 (Braxton, Cory Rooney)
9. Pick Me Up – 2:46 (Braxton, Woods, Taylor, Michael Jones)
10. How I Feel – 3:46 (Braxton, Berry II, Mike Jiminez, Malcolm Harvest)
11. Empty Boxes – 3:49 (Braxton, Berry II, LaShawn Daniels, Joel Augustin, Don Corleone, Joshua Berry, Rob Ingouma, Jean-Guy Laconte)

## Sample accreditati
- Wanna Love You Boy contiene un'interpolazione di Wanna Love You Girl, brano scritto da Robin Thicke e Pharrell Williams.
- Run Run contiene elementi musicali tratti da Bam Bam, canzone interpretata da Sister Nancy.
- Hol' Up presenta un sample del brano dei The Isley Brothers Shout, scritto da O'Kelly Isley, Ronald Isley e Rudolph Isley.
- The Makings of You contiene un sample della cover di Gladys Knight & the Pips del brano di Curtis Mayfield The Makings of You.
- Blind contiene un estratto della canzone di Etta James I'd Rather Go Blind, scritta da Billy Foster e Ellington Jordan.
- Pick Me Up ha un sample tratto da Love Come Down di Evelyn "Champagne" King, canzone scritta da Michael Jones.